# École nationale supérieure d'informatique pour l'industrie et l'entreprise
De École nationale supérieure d'informatique pour l'industrie et l'entreprise, ook wel ENSIIE, is een in 1854 opgerichte grande école (technische universiteit) in Évry, een voorstad van Parijs.

## Diploma
Mensen met een diploma van van de École nationale supérieure d'informatique pour l'industrie et l'entreprise worden bijvoorbeeld technisch manager of onderzoeker in een werkbouwkundige omgeving.
Diploma's die te behalen zijn:
- Ingenieursdiploma Master : 'Ingénieur ENSIIE' (300 ECTS)
- Master of Science

## Onderzoekslaboratoria
- Wiskunde en Modeling
- Architecturen, Modeling, Validatie, Netwerkbeheerder
- Biologie en Complexe Systemen
- Informatica en Beeldvormend medisch onderzoek